# Juliusz Janusz
Juliusz Janusz (Łyczana, 1944. április 17. –) lengyel katolikus püspök, szentszéki diplomata. 2003-tól 2011-ig magyarországi apostoli nuncius volt.

## Pályafutása
1967. március 19-én szentelték pappá.

### Püspöki pályafutása
1995. március 25-én caprulae-i címzetes érsekké, valamint ruandai apostoli nunciussá nevezték ki. Május 8-án szentelte püspökké a római Szent Péter-bazilikában Angelo Sodano bíboros, chilei apostoli nuncius, Franciszek Macharski krakkói érsek és Francis Arinze bíboros, a Nem Keresztények Titkársága elnöke segédletével.
1998-tól mozambiki apostoli nuncius.
2003-tól 2011-ig magyarországi apostoli nuncius volt.
2011-ben szlovéniai apostoli nunciussá és koszovói apostoli delegátussá nevezték ki.